# Oberste SA-Führung
Die Oberste SA-Führung (OSAF) war eine im November 1926 gegründete  nationalsozialistische Organisation, die mit der zentralen Leitung und Koordination der Sturmabteilung (SA), der Parteiarmee der NSDAP, beauftragt war. Praktisch entsprach ihre Rolle innerhalb der SA als Gesamtverband dem Generalstab einer Armee. Die Abkürzung OSAF wurde zugleich für den höchsten Befehlshaber der SA verwandt, der offiziell als Oberster SA-Führer bezeichnet wurde.

## Vorgeschichte
Vor dem Hitlerputsch und dem Verbot der ursprünglichen SA hatte es keine dezidierte SA-Führung mit komplexer Organisationsstruktur gegeben, jedoch war im August 1921 Hans Ulrich Klintzsch als „Organisationsleiter“ zum militärischen Ausbilder der „Turn- und Sportabteilung“ ernannt worden, die am 5. Oktober 1921 offiziell in „Sturmabteilung“ umbenannt wurde. Im März 1923 übernahm Hermann Göring von Klintzsch die Führung der SA. Vor dem Putsch im November 1923 gab es im „SA-Regiment München“ bereits 13 Kompanien, wozu u. a. eine von Rudolf Heß organisierte „Nachrichtenabteilung“, eine „Technische Abteilung“, eine „Artillerieabteilung“ und der „Stoßtrupp Adolf Hitler“ gehörten.
Nach dem Putschversuch war die SA ebenso wie die NSDAP verboten und Hermann Göring ins Ausland geflüchtet, jedoch sammelte Ernst Röhm nach seiner Haftentlassung und noch während Hitlers Haftzeit u. a. frühere SA-Männer in dem von ihm im August 1924 gegründeten Frontbann. Nach der Aufhebung des SA-Verbots im Februar 1925 konnten Hitler und Röhm sich nicht über den einzuschlagenden Kurs einigen und nach Röhms Rücktritt von allen seinen Ämtern entschied Hitler, dass vorerst keine zentrale SA-Führung bestehen solle und die SA in den Ortsgruppen sich selbst bzw. den lokalen NS-Führern zu überlassen.
Formal übernahm Hitler, der die Notwendigkeit einer staatlichen Tolerierung betonte und somit Röhms Vorstellung ablehnte, dass die SA ein bewaffneter Wehrverband sein solle, die Leitung der SA selbst. Die Umsetzung der Vorgabe, die SA als unbewaffnete Propagandatruppe neu aufzubauen, wurde allerdings vorerst nicht zentral gelenkt. 
| Amtszeit                         | Amtsinhaber                                                                          |
| -------------------------------- | ------------------------------------------------------------------------------------ |
| 5. Oktober 1921 bis März 1923    | Hans Ulrich Klintzsch (als „Organisationsleiter“)                                    |
| März bis November 1923           | Hermann Göring (als „Organisationsleiter“)                                           |
| Februar bis 1. Mai 1925          | Ernst Röhm (faktisch, ohne die Bezeichnung zu führen)                                |
| Mai 1925 bis Januar 1926         | Adolf Hitler (formal; die Organisation der SA wird den NSDAP-Ortsgruppen überlassen) |
| Januar bis November 1926         | Albert Dreßler (kommissarisch)                                                       |
| 1. November 1926 bis August 1930 | Franz Pfeffer von Salomon, als erster mit dem Titel „Oberster SA-Führer“             |
| September 1930 bis April 1945    | Adolf Hitler                                                                         |

## Organisation der Obersten SA-Führung
Die Oberste SA-Führung wurde nach ihrer Gründung am 1. November 1926 zunächst dem so genannten Obersten SA-Führer als dem Befehlshaber der SA unterstellt. In den ersten Jahren ihres Bestehens war dies bis Ende August 1930 Franz Pfeffer von Salomon, der wiederum Adolf Hitler als dem Vorsitzenden der NSDAP verantwortlich war. Wichtigster Mitarbeiter von Pfeffer war zunächst Georg Hallermann als dessen Adjutant und dann Otto Wagener als sein Stabsführer.
Nach dem Rücktritt Pfeffers im August 1930 übernahm Hitler im Zuge einer grundlegenden Reformierung der SA selbst nominell das Amt und den Titel des Obersten SA-Führers und damit die Kommandogewalt über die SA. Faktisch wurden jedoch Ende 1930 die Aufgaben des Obersten SA-Führers vom Inhaber des damals neu geschaffenen Amtes des Stabschefs der SA übernommen: Nachdem Otto Wagener von September 1930 bis Januar 1931 kommissarisch als Stabschef der SA fungiert hatte, hatte von Januar 1931 bis zum 30. Juni 1934 Ernst Röhm dieses Amt inne. Anschließend bekleideten vom 30. Juni 1934 bis zu seinem Unfalltod im Mai 1943 Viktor Lutze und zuletzt von 1943 bis 1945 Wilhelm Schepmann diesen Posten, wobei Max Jüttner von Mai 1943 bis Anfang August 1943 kommissarisch als Stabschef eingesetzt war.
In der Öffentlichkeit herrschte vielfach das Missverständnis vor, dass die Ämter des Stabschefs und des Obersten SA-Führers miteinander identisch seien. So musste der SA-Obergruppenführer Edmund Heines dem General von Kleist noch im Juni 1934 erklären, dass Hitler und nicht Röhm der Oberste SA-Führer sei.
Dienstsitz der Obersten SA-Führung war München, wo sie Räumlichkeiten in der Barer Straße 7–11 benutzte. Spätestens seit 1931 hatte der Stabschef der SA ein Büro im Braunen Haus.
Obwohl die Oberste SA-Führung über ein eigenes Nachrichtendienst- und Spionageabwehr-Referat verfügte, erlag sie 1931 dem polizeilichen Einsatz von Agenten, woraufhin Anfang August 1931 Reinhard Heydrich von Heinrich Himmler mit dem Aufbau eines SS-Nachrichtendienstes beauftragt wurde, der später die Bezeichnung Sicherheitsdienst des Reichsführers SS erhielt.
Im Juli 1934 wurde die Oberste SA-Führung von München nach Berlin verlegt. Dort wurden ihr unter anderem Räumlichkeiten im Palais Borsig zur Verfügung gestellt.

## Gliederungen der OSAF

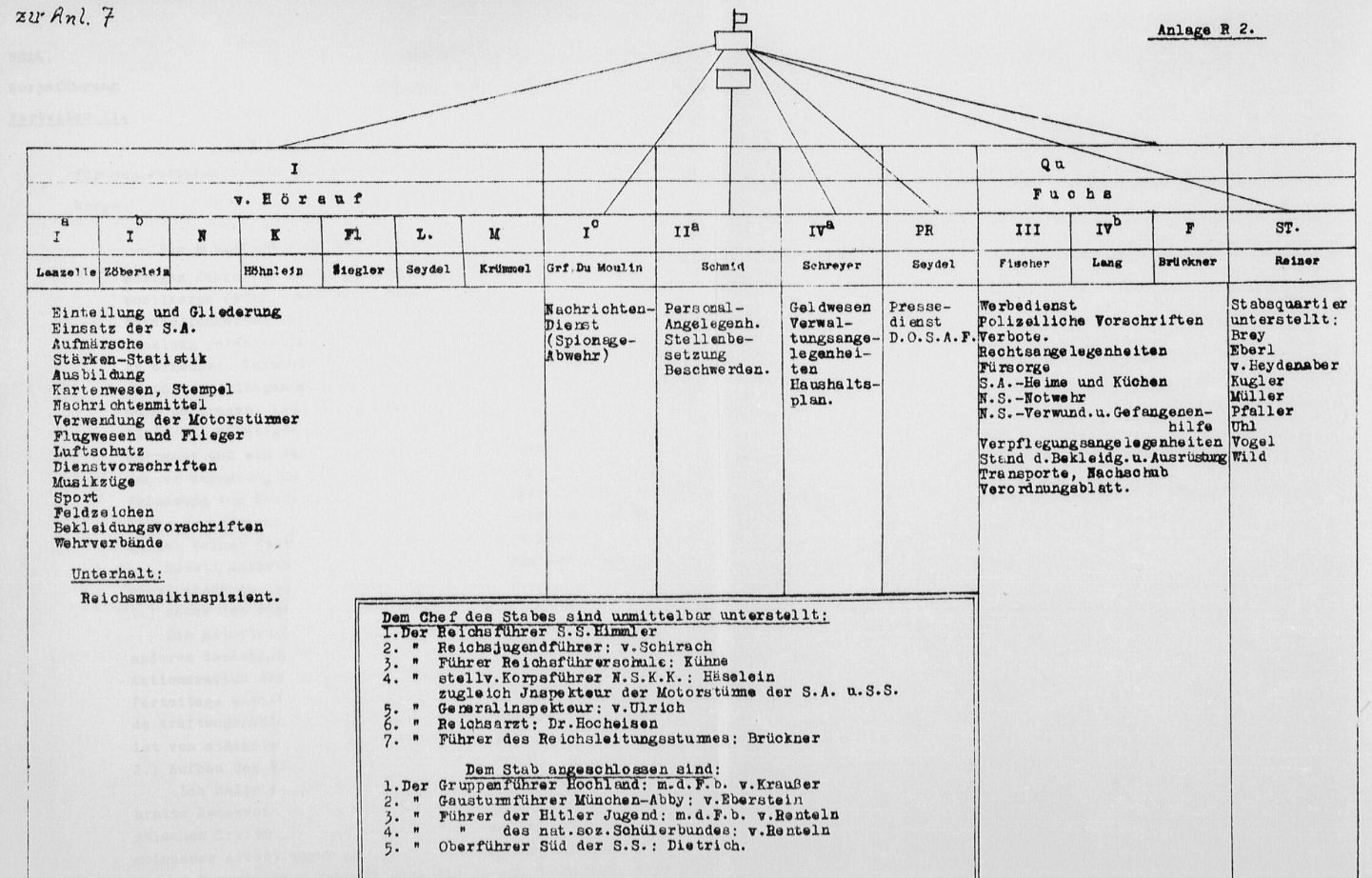
Schematischer Aufbau der SA im Jahr 1931.

Vom Dezember 1931 ist eine Gliederung des Führungsstabes der OSAF überliefert:
- Stabschef: Ernst Röhm
  - Adjutant des Stabschefs: Rolf Reiner

- Abteilung I: Franz von Hörauf (Aufsicht über Referate Ia–M)
  - Referat Ia: Otto Quirin Lancelle
  - Referat Ib: Hans Zöberlein
  - Referat K: Adolf Hühnlein
  - Referat FL: Wilhelm Ziegler
  - Referat L: Joseph Seydel (auch Chef des Referats Pr)
  - Referat M: Kurt Kühme
    - zuständig für: Einteilung und Gliederung, Einsatz der SA-Aufmärsche, Stärken-Statistik, Ausbildung, Kartenwesen, Stempel, Nachrichtenmittel, Verwendung der Motorstürme, Flugwesen und Flieger, Luftschutz, Dienstvorschriften, Musikzüge, Sport, Feldzeichen, Bekleidungsvorschriften Wehrverbände
    - Unterstellt: Reichsmusikinspizient

  - Referat Ic (Nachrichtendienst und Spionage): Karl Leon Du Moulin-Eckart (direkt dem Chef des Stabes unterstellt), vormals Herbert Riester
    - zuständig für Nachrichtendienst und Spionageabwehr

  - Referat IIa (Personalangelegenheiten): Wilhelm Schmid (direkt dem Chef des Stabes unterstellt)
  - Referat IVa (Geldwesen, Verwaltungsangelegenheiten, Haushaltspläne): Karl Schreyer (direkt dem Chef des Stabes unterstellt)
  - Referat Pr (Pressedienst der OSAF): Joseph Seydel (auch Chef des Referats L, direkt dem Chef des Stabes unterstellt)
- Abteilung Qu: Johann Baptist Fuchs (Aufsicht über Referate III, IVb und F)
  - Referat III: Ludwig Fischer
  - Referat IVb: Lang
  - Referat F: Brückner
  - Abteilung zuständig für: Werbedienst, politische Vorschriften, Rechtsangelegenheiten, SA-Heime und Küchen, NS-Notwehr, NS-Verwundeten und Gefangenenhilfe, Stand der Ausrüstung, Transporte, Verordnungsblatt
- Abteilung ST (Stabsquartier): Rolf Reiner
  - unterstellt: Brey, Eberl, Hedenaber, Kugler, Müller, Pfaller, Julius Uhl, Vogel, Wild

- Dem Chef des Stabes unmittelbar unterstellt:
  - Reichsführer SS: Heinrich Himmler
  - Jugendführer: Baldur von Schirach
  - Führer der Reichsführer-Schulen: Kurt Kühme
  - Stellvertretender Korpsführer des NSKK (zugleich Inspektor der Motorstürme der SA und SS): Adolf Hühnlein
  - Generalinspekteur: Curt von Ulrich
  - Reichsarzt: Paul Hocheisen
- Dem Stab angeschlossen:
  - Führer der Gruppe Hochland: Fritz von Kraußer (mit der Führung beauftragt)
  - Gausturmführer München-Oberbayern: Friedrich Karl von Eberstein
  - Führer der HJ: Theodor Adrian von Renteln
  - Führer der NS-Schülerbundes: Theodor Adrian von Renteln
  - Oberführer Süd der SS: Sepp Dietrich

- Adjutantur
- Intendantur
- Nachrichtendienst

Der OSAF waren ferner die folgenden SA-Ämter unterstellt:
- Erziehungshauptamt
- Gerichts- und Rechtsamt
- Ministeramt
- Personalamt
- Politisches Amt der SA
- Presseamt: Leiter Gruppenführer Wilhelm Weiß
- Verwaltungsamt
  - Referat Adolf Hitler Spende

## Der Obersten SA-Führung unterstellte Organisationen
- Allgemeine SA
- Hitlerjugend (HJ), bis zum Mai 1932 der OSAF unterstellt
- SA-Sanitätsdienst
- Schutzstaffel (SS), faktisch bis etwa 1930/1931, nominell bis zum Sommer 1934 der OSAF unterstellt
- Stahlhelm Kampfbund, als Deutscher Frontkämpferbund seit dem 1./2. Juli 1933 der OSAF unterstellt

## OSAF-Stellvertreter
Bis ins Jahr 1933 führten mehrere regionale Befehlshaber der SA den Titel eines OSAF-Stellvertreters:
- OSAF-Mitte (OSAF-Stellvertreter Mitte), Dresden:
  - 1928–1933: Manfred von Killinger
- OSAF-Nord (OSAF-Stellvertreter Nord), Hannover:
  -  ? bis 1930: Karl Dincklage
  - August 1930 bis 1933: Viktor Lutze
- OSAF-Ost (OSAF-Stellvertreter Ost), Berlin:
  - 1927–1931: Walther Stennes
- OSAF-Süd (OSAF-Stellvertreter Süd), München:
  - 1929–1932: August Schneidhuber
- OSAF-West (OSAF-Stellvertreter West), Kassel/Düsseldorf:
  - Kurt von Ulrich
  - Werner von Fichte
  - 1932–1933: August Schneidhuber

## SA-Führertagungen
- 17. Mai 1924: Führertagung in Salzburg (Beschluss der Einführung des Braunhemdes für die SA)
- 30. November 1930: Führertagung in München (Bekanntgabe der Ernennung Ernst Röhms zum Stabschef der SA)
- 27. Juni 1932: Führertagung in Berchtesgaden
- Dezember 1932: Führertagung in Ansbach
- 23. Januar 1933: Führertagung in Berlin[7]
- 1. bis 3. Juli 1933: Führertagung in Bad Reichenhall (Unterstellung des Stahlhelms unter die OSAF)
- 21./22. Januar 1934: Führertagung in Friedrichroda in Thüringen[8]
- 2. Mai 1934: Führertagung in München
- 30. Juni 1934: Im Rahmen des sogenannten Röhm-Putsches angekündigte Führertagung in Bad Wiessee (nicht Zustande gekommen)

## Struktur 1933/34
Im Wesentlichen blieb die Gliederung der OSAF bis zum 30. Juni 1934 im Konstrukt so bestehen. Der Apparat vergrößerte sich teils noch und Veränderungen in vereinzelten Spitzenpositionen und deren Untergliederungen waren zu konstatieren. Karl Freiherr von Eberstein wechselte Anfang 1933 wieder zur SS. Röhms persönlicher Adjutant wurde der schnell zum SS-Gruppenführer beförderte Robert Bergmann. Sein 2. Adjutant wurde der SS-Führer und spätere SA-Führer Emil Wäckerle. Fritz Ritter von Krausser stieg als SA-Obergruppenführer inzwischen zum Stellvertreter Röhms auf und leitete die Abteilung I der OSAF. Die Rechtsabteilung leitete bis Mitte 1933 der Gruppenführer Walter Luetgebrune. Zur Abteilung V der OSAF gehörten beispielsweise in der Unterstellung der SS zur SA der mit dem damaligen Dienstrang als Obergruppenführer ausgestattete Himmler, ebenso Friedrich-Wilhelm Krüger als Chef des Ausbildungswesens der SA. Der OSAF unterstanden auch sämtlichen Führer der überregionalen Obergruppen, für Österreich Hermann Reschny. Dem Stab der OSAF zugeteilt waren schon vor 1933 unter anderem als Obergruppenführer Ritter von Epp und Göring, als Gruppenführer Gauleiter Adolf Wagner (ein ausgesprochener Gegner Röhms), Friedrich Haselmayr und Prinz Philipp von Hessen, im Dienstrang Oberführer August Wilhelm Prinz von Preußen und Theo Croneiß als Standartenführer. Der Dienstrang Brigadeführer wurde etwas später eingeführt. Des Weiteren gehörten auch weiterhin Wilhelm Weiß und Joseph Berchtold dem OSAF-Stab an. 
Die Aufgaben der einzelnen unteren Mitarbeiter der OSAF änderten sich mehrfach, ebenso die Stellenbesetzungen, wie etwa bei Franz (von) Carlshausen. Fast das gesamte SA-Führerkorps wurde nach Unterlagen des ehemaligen Berlin Document Center im Sommer 1934 überprüft, ausgetauscht, versetzt oder gar entlassen. Die von Parteigerichten begleiteten Verfahren endeten zumeist mit Ausschluss aus NSDAP und SA, ähnlich beim vormaligen Adjutanten Gerhard von Prosch. Nur wenige, wie Robert Bergmann 1938, fanden wenigstens wieder in die Partei Aufnahme.